# ألفرد جونز (ملاكم)
ألفرد جونز (بالإنجليزية: Alfred Jones)‏ (1 أكتوبر 1946 بديترويت في الولايات المتحدة - ) هو ملاكم أمريكي، صنّف ضمن فئة الوزن الثقيل الخفيف ‏ والوزن المتوسط. شارك في الألعاب الأولمبية الصيفية 1968.

## وصلات خارجية
- ألفرد جونز على موقع بوكس ريك (الإنجليزية) (registration required)
- ألفرد جونز على موقع أوليمبيديا (الإنجليزية)